# Joan Magriñà i Sanromà
Joan Magriñà i Sanromà (Vilanova i la Geltrú, Garraf, 23 de desembre 1903 - 11 de setembre 1995) fou un ballarí i coreògraf català. Des del 1937 fins al 1977 fou primer ballarí i coreògraf del Gran Teatre del Liceu. Fou mestre de diverses generacions de ballarins, a destacar María de Ávila, Maruja Blanco, Trini Burrull, Emma Maleras, Filo Feliu, Assumpció Aiguadé, Alfons Rovira, Josep Ferran i Aurora Pons.
El 1918 es traslladà a Barcelona i el 1926 ingressà en el cos de ball del Gran Teatre del Liceu de Barcelona, on aviat actuà també de mestre de ball i de coreògraf. El 1932 debutà al Teatre Urquinaona com a solista i més tard fou primer ballarí masculí del Liceu, fins que es retirà el 1957. Durant gran part de la seva carrera al Liceu va ser parella de dansa de María de Ávila, primera ballarina femenina.
El 1936 va estudiar a París amb Olga Preobaienska i Serge Lifar, i a Londres amb el ballet Green Table. El 1937 va fer una gira per França, en una gira oficial organitzada pel Comissariat de Propaganda de la Generalitat de Catalunya, el ballarí Joan Magrinyà, el tenor Emili Vendrell, el pianista Isidre Marvà i la Cobla Barcelona, i va recórrer França, Bèlgica, Luxemburg i Txecoslovàquia: més de dos-cents cinquanta concerts en nou mesos.
Com a coreògraf, muntà ballets per a òperes representades al Liceu. Fou professor de l'Institut del Teatre del 1944 al 1974, on formà un gran nombre de ballarins a la seva acadèmia, com Joan Sánchez, Aurora Pons i Alfons Rovira. Del 1951 fins al 1953 dirigí la companyia de ballet Ballet de Barcelona.
Entre el 1966 i el 1977 també fou director del Ballet del Liceu, creat com a cos estable. El 1983 va rebre la creu de Sant Jordi i el 1990 la Medalla d'Or al Mèrit en les Belles Arts del Ministeri de Cultura d'Espanya. També va rebre el Premi Nacional Extraordinari de Teatre, Medalla d'Or del Gran Teatre del Liceu de Barcelona i Medalla de Plata de la Ciudat de Vilanova i la Geltrú.

## Coreografies

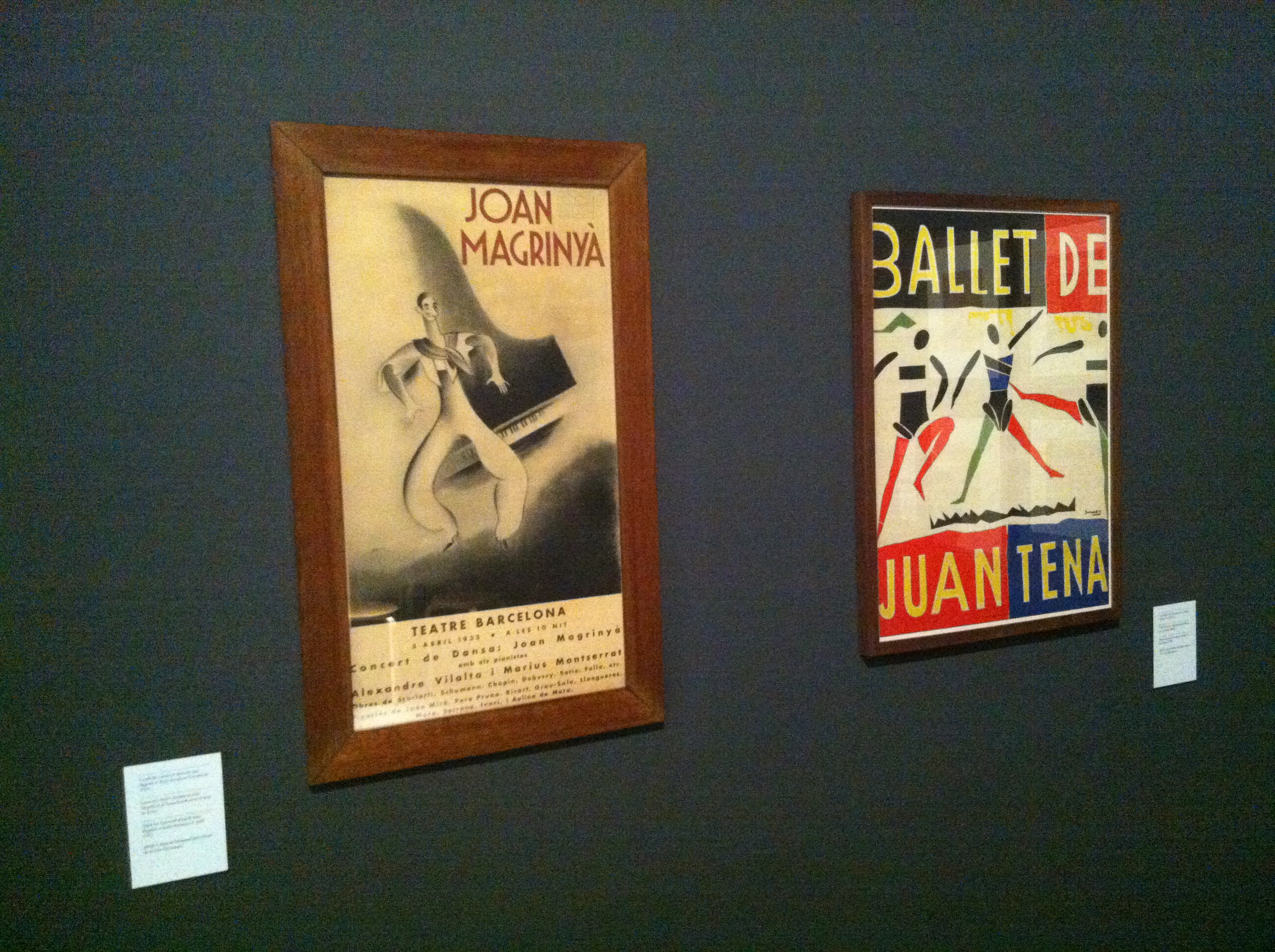
Cartells anunciant una obra de Magriñà a l'exposició Arts del Moviment- Dansa a Catalunya 1966-2012 a l'Arts Santa Mònica

- El gato con botas, de Xavier Montsalvatge (1948)
- Roméo et Juliette, de Charles Gounod (1963),
- Rosario la Tirana de Joan Manén i Planas (1953)
- Festa major amb música d'Enric Morera (1960)
- Gavines, de Joan Altisent i Ceardi (1965)

Retirat ja dels escenaris, signa peces significatives com Els cinc continents (1969), Laberint (1969), de Xavier Montsalvatge, La sardana de les monges (1969), d'Enric Morera, Gran pas espanyol i la nova versió del sombrero de tres picos (1969), de Manuel de Falla, i Interludis (1973), d'Amadeu Vives.